# Арматура (архитектура)

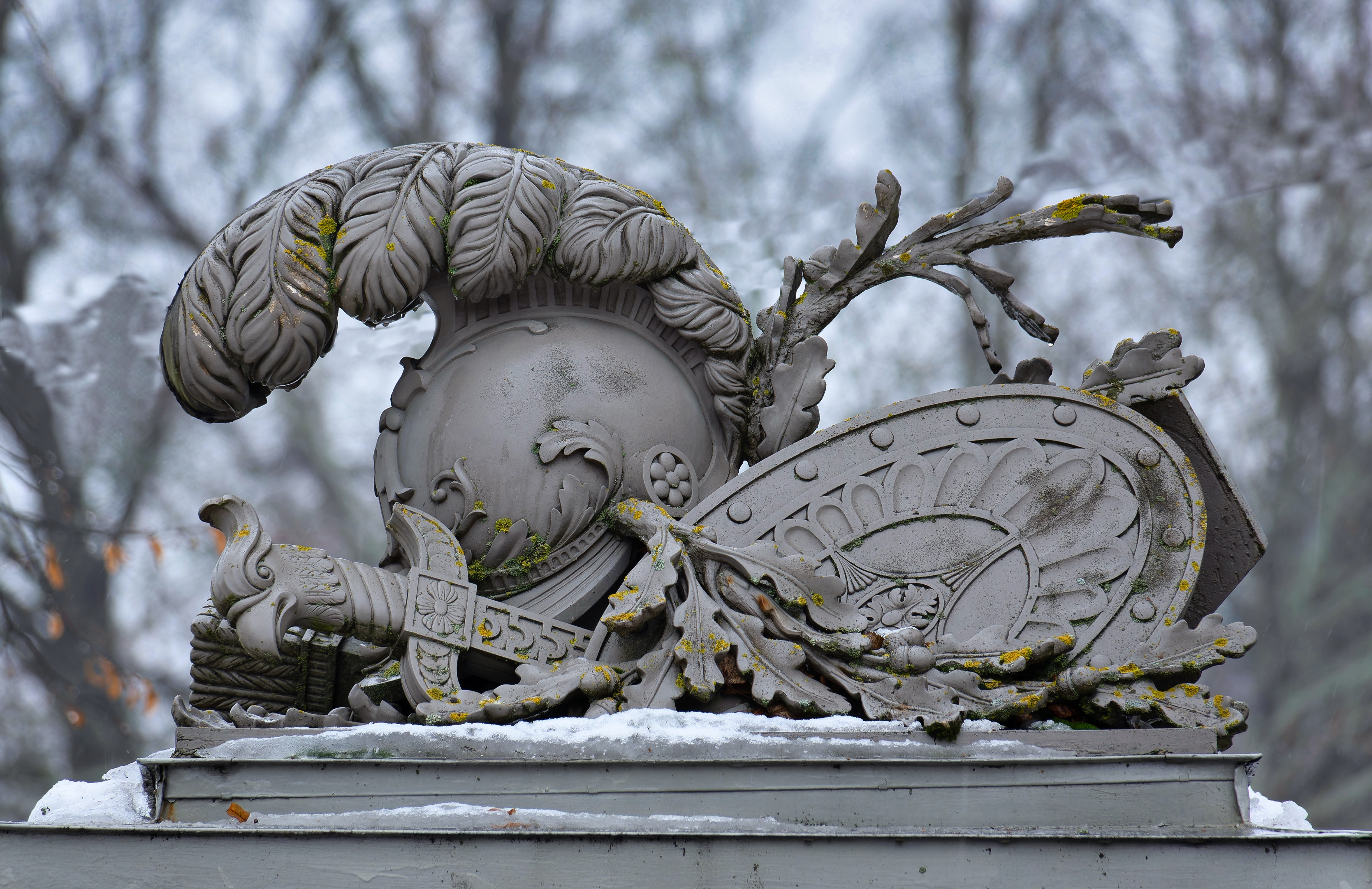
Арматура Театральных ворот. Павловский парк

Арматура (лат. armătură — вооружение, снаряжение) — декоративный элемент архитектурных сооружений в виде скульптурного, рельефного или живописного изображения деталей военного снаряжения, доспехов и атрибутов: мечей, копий, щитов, стрел, шлемов, ликторских связок древнеримских штандартов: аквил, легионерских знаков с орлами. Близкое понятие трофей.
Для украшения зданий военных ведомств, общественных учреждений и триумфальных памятников используется арматура в виде композиций, составленных из доспехов, боевых знамён, щитов, кирас, шлемов. Помимо зданий арматура также может использоваться для украшения фонарных столбов, садовых оград, мостов, перил, пьедесталов, колонн.
Архитектурный мотив арматуры символизирует и увековечивает воинскую доблесть и славу; для этого нередко используют образы захваченных у противника трофеев. Подобные мотивы использовали ещё в Древнем Риме, однако они наиболее характерны для искусства классицизма и ампира XVIII—XIX веков. Центральной основой арматуры обычно становилось изображение анкила — легендарного щита древнеримского бога Марса.